# Barry O’Farrell

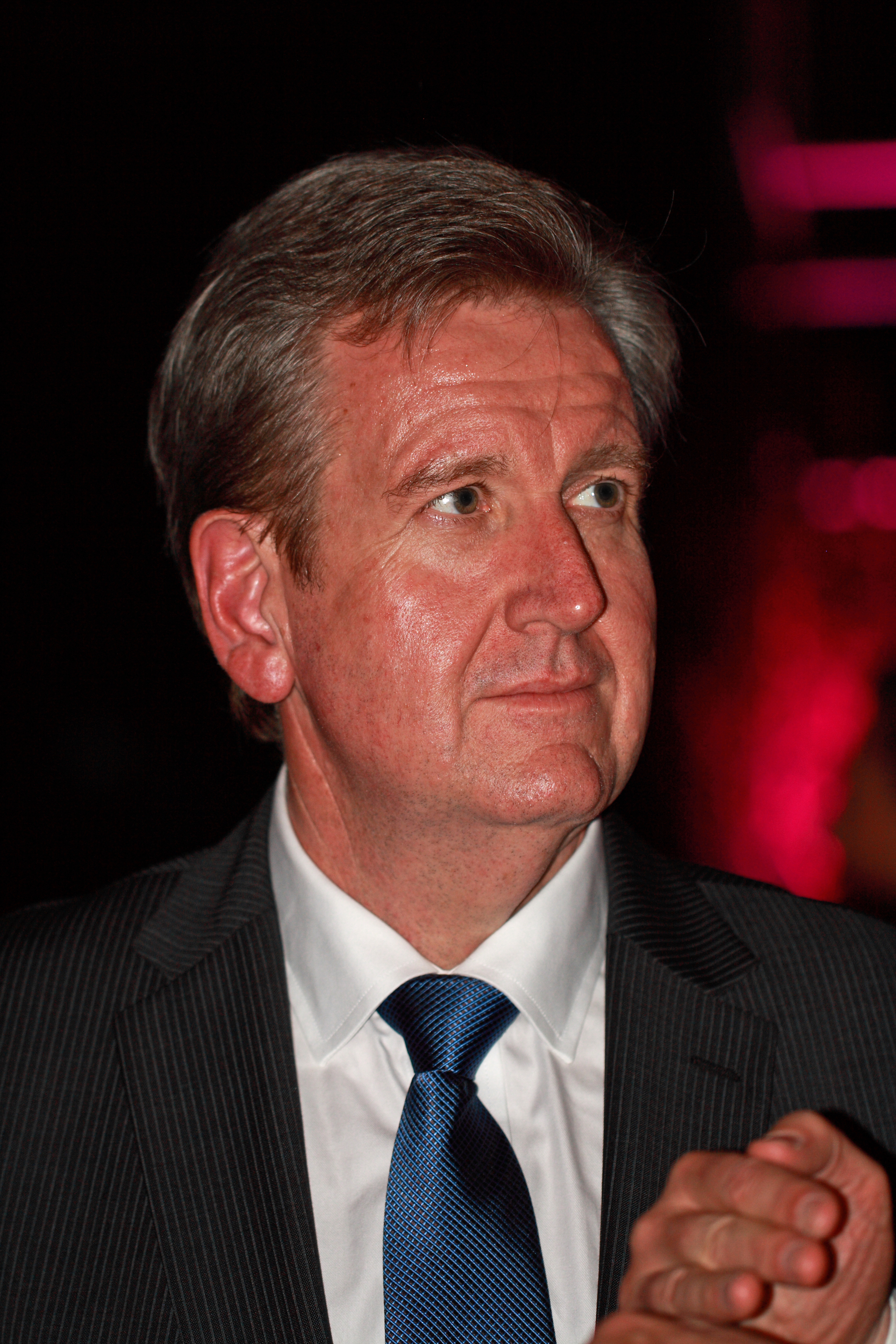
Barry O’Farrell, 2012

Barry O’Farrell AO (* 24. Mai 1959 in Melbourne, Victoria) ist ein australischer Politiker der Liberal Party of Australia. Er war zwischen 2011 und 2014 Ministerpräsident des Bundesstaates New South Wales.

## Karriere
Als Nachfolger von Stephen O’Doherty ist O’Farrell seit 1999 Abgeordneter im Parlament von New South Wales. Am 28. März 2011 wurde er nach dem Wahlsieg der Liberal Party Premierminister von New South Wales. 2014 trat er infolge eines Korruptionsskandals zurück und wurde vom bisherigen Finanzminister Mike Baird abgelöst.
Von Februar 2020 bis März 2023 war O’Farrell Hochkommissar (Botschafter) Australiens in Indien mit gleichzeitiger Akkreditierung in Bhutan. Er wurde vom bisherigen Botschafter Australiens in Deutschland, Philip Green, abgelöst.
Für herausragende Verdienste um das Volk und das Parlament von New South Wales, insbesondere als Premierminister, und um die Gemeinschaft wurde er 2020 zum Officer des Order of Australia ernannt.

## Privates
O’Farrell ist mit Rosemary Cowan verheiratet.